# Poysdorf
Poysdorf är en stadskommun i förbundslandet Niederösterreich i Österrike. Den ligger i distriktet Mistelbach och har 5 654 invånare (2024).
Kommunen består av tio orter (Ortschaften) (inom parentes invånarantal 1 januari 2024):

- Altruppersdorf (352)
- Erdberg (255)
- Föllim (168)
- Ketzelsdorf (200)
- Kleinhadersdorf (458)
- Poysbrunn (365)
- Poysdorf (2 725)
- Walterskirchen (434)
- Wetzelsdorf (500)
- Wilhelmsdorf (197)